# Jean-Jacques Dierman
Jean-Jacques Ferdinand Dierman, né le 1er décembre 1850 à Gand et y décédé le 16 juillet 1910 fut un homme politique libéral belge.
Dierman fut industriel du textile et élu sénateur de l'arrondissement de Gand-Eeklo (1908-mort).

## Généalogie
- Il est le fils de Ferdinand sr..

## Sources
- Liberaal Archief